# Piemonte F.C.
Câu lạc bộ bóng đá Piemonte là một đội bóng đá Ý có trụ sở tại Torino, thi đấu năm mùa ở Prima Cargetoria, tương đương với Serie A ngày nay. Đội bóng trong mùa 1911-1912 gồm 12 người bao gồm Angelo Mattea, người sau này trở thành cầu thủ quốc tế người Ý, bốn cầu thủ Piemonte được gọi vào đội tuyển bóng đá quốc gia Ý khi còn ở câu lạc bộ. Tuy nhiên, câu lạc bộ không đặc biệt thành công và nó đã giải thể vào năm 1915 khi giải đấu bị đình chỉ sau khi Thế chiến thứ nhất bùng nổ.

## Các kết quả
- Giải vô địch bóng đá Ý 1910-11: hạng 7 ở giải Liguria-Lombardy-Piedmont
- Giải vô địch bóng đá Ý 1911-12: lần thứ 10 ở giải Liguria-Lombardy-Piedmont
- Giải vô địch bóng đá Ý 1912-13: hạng 4 ở giải bóng bầu dục
- Giải vô địch bóng đá Ý 1913-14: hạng 8 ở giải Liguria-Piedmont
- Giải vô địch bóng đá Ý 1914-15: hạng 5 ở giải B, Thượng Ý